# Magnolia Service Station
O Magnolia Service Station é um posto de gasolina histórico localizado na famosa Rota 66 em Texola, Oklahoma. O posto, uma afiliada da Magnolia Petroleum Company, foi inaugurado por volta de 1930. O posto era um dos mais ocidentais de Oklahoma e se tornou uma das primeiras paradas para os viajantes que iam para o leste comprarem gasolina e serviços automotivos no estado. O prédio principal do posto de gasolina é representativo do estilo "casa" de posto de gasolina; esses postos se assemelhavam a pequenas casas para se encaixar em áreas residenciais.
O posto de gasolina foi adicionado ao Registro Nacional de Lugares Históricos em 23 de fevereiro de 1995.

## Histórico
O posto de gasolina foi inaugurado em 1930, inicialmente de propriedade de Albert Hutto, que mais tarde o vendeu para Frank Skinner. O posto vendeu produtos da Magnolia Petroleum até 1955, quando foi vendido novamente e começou a vender produtos da Phillips 66, antes de fechar na década de 1960. A estrutura foi originalmente construída apenas com o prédio central de blocos, com a cobertura e a garagem lateral adicionadas posteriormente. A placa na estrutura, anunciando uma antiga oficina mecânica, teve suas letras removidas em 2019.

## Condições
Apesar do status histórico, o edifício permanece em um estado avançado de deterioração. Em 2019, a garagem lateral havia sido completamente removida depois de ter sido danificada por muitos anos, a cobertura desmoronou parcialmente e o interior também está em condições extremamente ruins.